# Heliodinidae
Famille
Les Heliodinidae sont une famille de petits papillons aux corps minces et aux ailes étroites. Les membres de cette famille se rencontrent dans toutes les régions du monde. Elle comprend environ 400 espèces réparties en 64 genres.
L'espèce Heliodines roesella est présente en France, notamment en Poitou-Charentes.

## Liste des genres
Selon BioLib (7 juillet 2020) :
- genre Acanthocasis Meyrick, 1921
- genre Adamantoscelis Diakonoff, 1955
- genre Agalmoscelis Diakonoff, 1955
- genre Amphiclada Meyrick, 1912
- genre Anypoptus Durrant, 1919
- genre Athlostola Meyrick, 1924
- genre Atrijuglans Yang, 1977
- genre Beijinga Yang, 1977
- genre Bonia Walker, 1862
- genre Camineutis Meyrick, 1929
- genre Capanica Meyrick, 1917
- genre Chrysoxestis Meyrick, 1921
- genre Coleopholas Meyrick, 1939
- genre Copocentra Meyrick, 1909
- genre Craterobathra Meyrick, 1927
- genre Crembalastis Meyrick, 1915
- genre Cyanarmostis Meyrick, 1927
- genre Cycloplasis Clemens, 1864
- genre Diascepsis Durrant, 1915
- genre Echinophrictis Meyrick, 1922
- genre Ecrectica Walker, 1865
- genre Encratora Meyrick, 1923
- genre Epicroesa Meyrick, 1907
- genre Eucalyptra Meyrick, 1921
- genre Gnamptonoma Meyrick, 1917
- genre Gymnogelastis Meyrick, 1930
- genre Gymnomacha Meyrick, 1938
- genre Haemangela Meyrick, 1936
- genre Heliodines Stainton, 1854
- genre Hemicalyptris Meyrick, 1933
- genre Hethmoscelis Diakonoff, 1955
- genre Hierophanes Meyrick, 1930
- genre Lamachaera Meyrick, 1915
- genre Lamprolophus Busck, 1900
- genre Lamproteucha Meyrick, 1922
- genre Lissocnemitis Meyrick, 1934
- genre Lithariapteryx Chambers, 1876
- genre Lithotactis Meyrick, 1938
- genre Machaerocrates Meyrick, 1931
- genre Magorrhabda Meyrick, 1932
- genre Percnarcha Meyrick, 1915
- genre Philocoristis Meyrick, 1927
- genre Placoptila Meyrick, 1894
- genre Protanystis Meyrick, 1921
- genre Pseudastasia Walsingham, 1909
- genre Pteropygme Speiser, 1902
- genre Scelorthus Busck, 1900
- genre Sisyrotarsa Meyrick, 1937
- genre Sobareutis Meyrick, 1910
- genre Thrasydoxa Meyrick, 1912
- genre Thriambeutis Meyrick, 1910
- genre Trichothyrsa Meyrick, 1912
- genre Wygodzinskyiana Hering, 1958

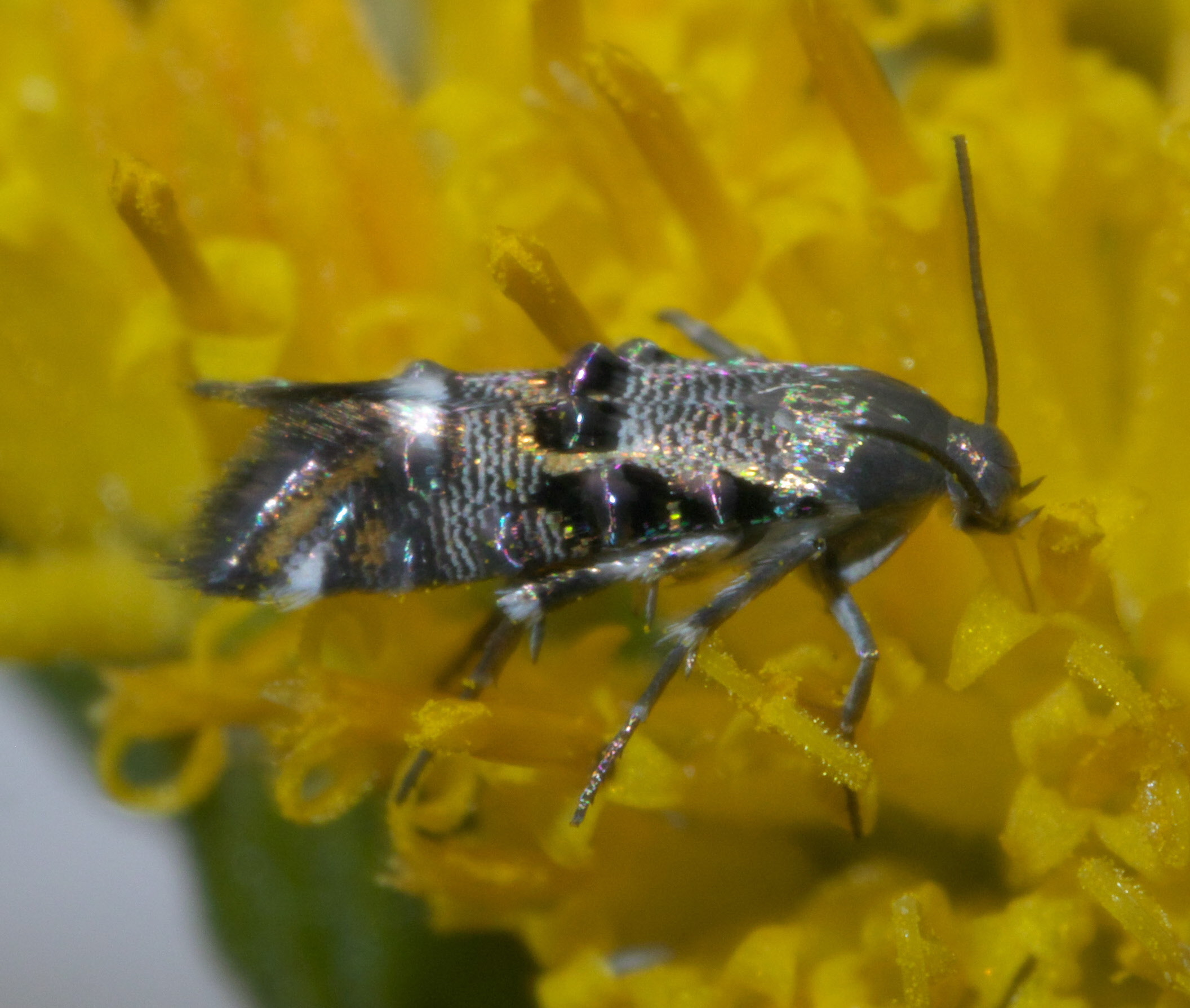
Lithariapteryx abroniaeella.

## Anciens genres
- Aenicteria
- Coracistis
- Lamachaera
- Percnarcha
- Placoptila
- Zapyrastra (répertorié dans les Heliodinidae mais fait maintenant partie des Momphidae)[4]